# Pedunculus cerebri

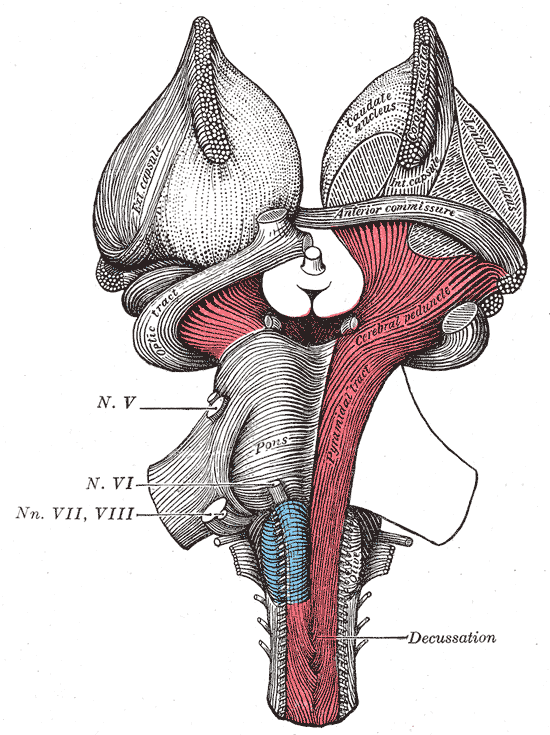

Pedunculus cerebri, řídč. mozkové pedinkuly jsou struktury na přední straně středního mozku, které vycházejí z přední strany pontu a obsahují velké vzestupné (smyslové) a sestupné (motorické) nervové trakty, které vedou k mozku a z mozku z pontu. Hlavně tři společné oblasti, které vedou ke vzniku pedunculů, jsou mozková kůra, mícha a mozek. Pedunkuly (česky stopky) je dle většiny klasifikací ve středním mozku vše kromě tecta. Oblast zahrnuje tegmentum, crus cerebri a pretectum . Podle této definice jsou mozkové stopky také známé jako bazické pedinkuly, zatímco velký ventrální svazek efferentních vláken je označován jako cerebral ctus nebo pes pedunculi.
Mozkové pedinkuly jsou umístěny na obou stranách středního mozku a tvoří přední částí středního mozku a působí jako spojnice mezi zbytkem středního mozku a thalamickými jádry a tedy mozkem. Jako celek pomáhají mozkové pedinkuly zlepšování motorických pohybů, učení se novým motorickým dovednostem a převádění proprioceptivních informací do udržení rovnováhy a polohy. Důležité vláknité trakty, které procházejí mozkovými stopkami, jsou: kortiko-spinální, kortiko-pontinové a kortiko-bulbární trakty.
Poškození mozkových pedinkul má za následek nerafinované motorické dovednosti, nerovnováhu a nedostatek propriocepce.

## Struktura
Sestupná horní vlákna z interna capsula pokračují středním mozkem a jsou pak brána za vlákna v mozkových pedinkulách. Kortikopontinní vlákna se nacházejí ve vnější a vnitřní třetině mozkových pedinkul, jedná se o kortikální vstup do pontiních jader. Kortikobulbární a kortikospinální vlákna se nacházejí ve střední třetině mozkových pedinkul. Kortik-spinální trakt opouští capsula interna a je vidět ve střední části mozkových pedinkul.

## Další obrázky

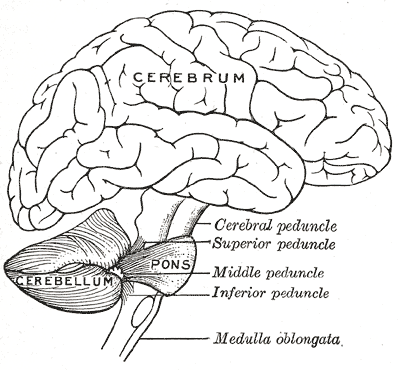
Schéma znázorňující spojení několika částí mozku
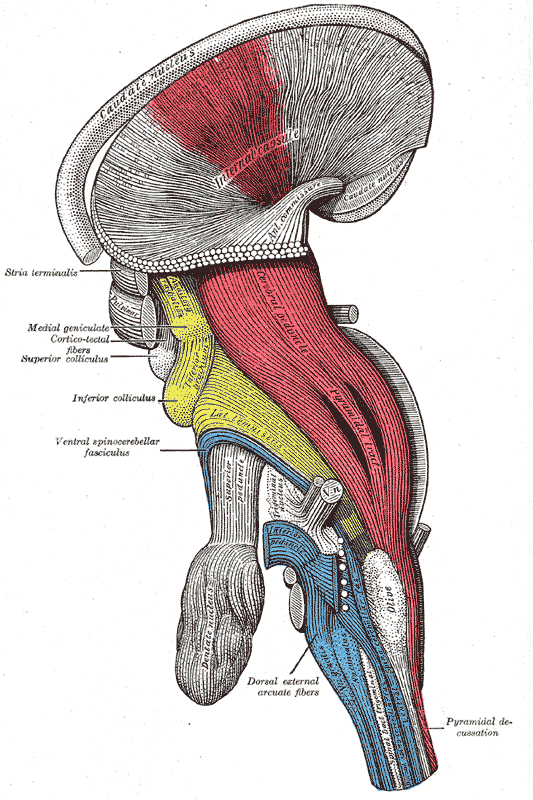
Hluboká pitva mozkového kmene (boční pohled)
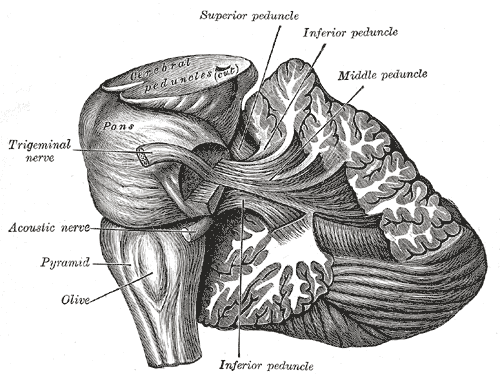
Průsečík ukazující vlákna mozečku
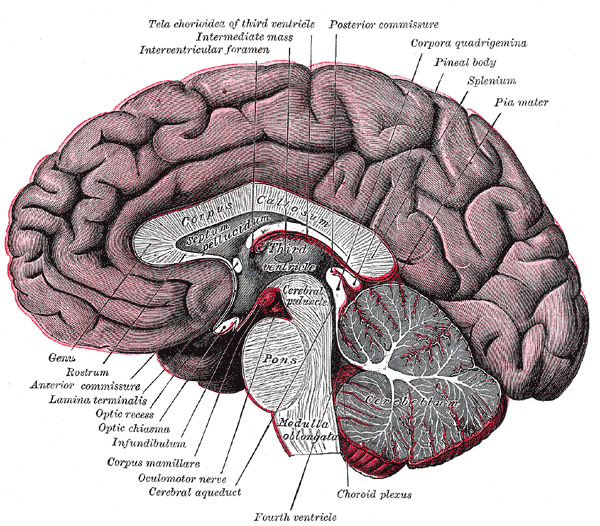
Střední sagitální část mozku
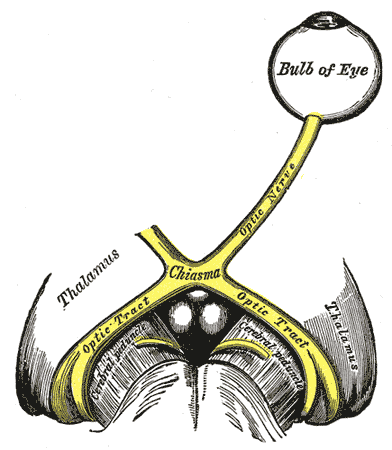
Levý optický nerv a optické ústrojí
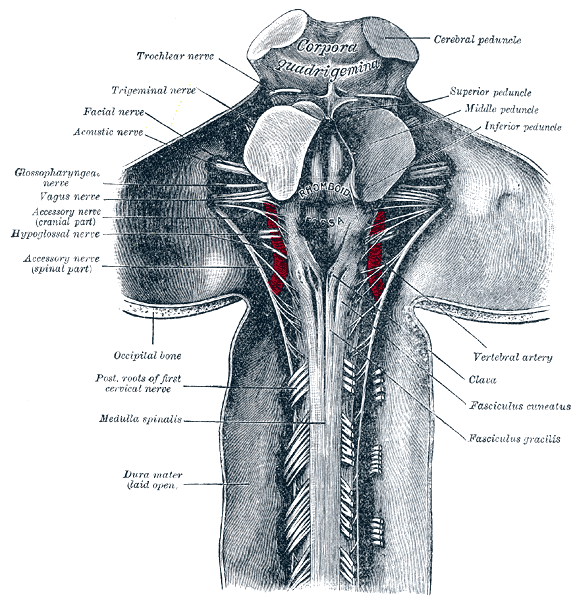
Horní část medulla spinalis a zadní a střední mozek; zadní aspekt, exponovaný in situ
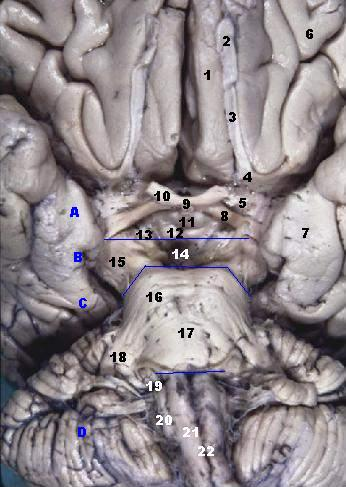
Pohled zepředu na lidský mozkový kmen